# فيل فيرغسون
فيل فيرغسون (بالإنجليزية: Phil Ferguson)‏ هو ضابط وسياسي أمريكي، ولد في 15 أغسطس 1903 في الولايات المتحدة، وتوفي في 8 أغسطس 1978 في المكسيك. حزبياً، نشط في الحزب الديمقراطي والحزب الجمهوري. وقد انتخب عضو مجلس النواب الأمريكي.